# 지녕
지녕(至寧, 1213년 5월 ~ 9월)은 금나라 폐제(廢帝) 위소왕(衛紹王) 완안 영제(完顔永濟)의 세번째 연호이다. 4개월 가량 사용하였다. 폐제(廢帝) 위소왕(衛紹王)이 살해된 후에 선종(宣宗)이 정우로 개원할 때까지 사용하였다.

## 개원
- 숭경(崇慶) 2년(1213년) 5월에 연호를 지녕(至寧)으로 개원함.[1][2][3]

- 지녕(至寧) 원년 9월 15일[4](1213년 9월 30일)에 연호를 정우(貞祐)로 개원함.[5][6][3]

## 연대 대조표
| 지녕       | 원년           |
| 서기(西紀) | 1213년         |
| 간지(干支) | 계유(癸酉)     |
| 남송(南宋) | 가정(嘉定) 6년 |

## 동시대 연호

### 중국
송(宋)
- 가정(嘉定) (1208년 ~ 1224년)

서하(西夏)
- 광정(光定) (1211년 ~ 1223년)

대리국(大理國)
- 천개(天開) (1205년 ~ 1225년)

동요(東遼)
- 천통(天統) (1213년 ~ 1216년)

### 베트남
- 끼엔자(建嘉) (1211년 ~ 1224년)

### 일본
- 겐랴쿠(建曆) (1211년 ~ 1213년)

## 같이 보기
- 중국의 연호 목록